# Michotamia latifascia
Michotamia latifascia är en tvåvingeart som först beskrevs av Walker 1857.  Michotamia latifascia ingår i släktet Michotamia och familjen rovflugor. Inga underarter finns listade i Catalogue of Life.